# Pyrodes
Pyrodes is een kevergeslacht uit de familie van de boktorren (Cerambycidae). De wetenschappelijke naam van het geslacht werd voor het eerst geldig gepubliceerd in 1832 door Audinet-Serville.

## Soorten
Pyrodes is monotypisch en omvat slechts de volgende soort:
- Pyrodes nitidus (Fabricius, 1787)